# Rodičovská odpovědnost
Rodičovská odpovědnost (do 31. prosince 2013 rodičovská zodpovědnost) je soubor povinností a práv rodičů vůči dětem.

## Obsah rodičovské odpovědnosti
Zahrnuje povinnosti a práva rodičů spočívající v péči o dítě, zejména v péči o jeho zdraví, jeho tělesný, citový, rozumový a mravní vývoj, v ochraně dítěte, v udržování osobního styku s dítětem (tato povinnost a právo nabývá na důležitosti zejména v situaci, kdy dítě nežije v domácnosti s jedním nebo oběma rodiči), v zajišťování jeho výchovy a vzdělání, v určení místa jeho bydliště, v jeho zastupování a spravování jeho jmění. Povinnosti jsou zde kladeny před práva.
Součástí rodičovské odpovědnosti však není vyživovací povinnost a právo na výživné. Okamžik zániku vyživovací povinnosti rodičů a právo dítěte na výživné je vázaný na skutečnost, zda je dítě schopno se samo živit. Takto zaniklé právo na výživné je také možné v budoucnu obnovit, změní-li se poměry dítěte. Vyživovací povinnost a rodičovská odpovědnost jsou dvě oddělené věci. Zásahy do rodičovské odpovědnosti nemají vliv na trvání vyživovací povinnosti a fakt, že dítě je schopno se samo živit, rovněž neovlivňuje rodičovskou odpovědnost.

## Trvání rodičovské odpovědnosti
Rodičovská odpovědnost vzniká narozením dítěte a zaniká nabytím jeho plné svéprávnosti.
V této souvislosti je třeba rozlišit pojmy zletilost a plná svéprávnost. V právní úpravě platné do 31. prosince 2013 přestával být člověk dítětem v momentě dosažení zletilosti,[zdroj⁠?!] které nabyl buď dovršením 18 let věku, nebo uzavřením manželství. Právní úprava účinná od 1. ledna 2014 přinesla změnu. Dle § 30 odst. 1 občanského zákoníku se zletilosti nabývá bez výjimek dosažením 18 let věku. Svéprávnosti lze ale nabýt dříve a to buď uzavřením manželství, nebo emancipací, tedy přiznáním svéprávnosti dle § 37 občanského zákoníku. Dítětem je tedy, dle současné právní úpravy, člověk do dne, kdy nabude plnou svéprávnost.[zdroj⁠?!] (Ve skutečnosti současná i dřívější právní úprava používá pojem „dítě“ pro právní vztah, který trvá celoživotně, tedy dítětem svého rodiče člověk je i tehdy, je-li dospělý a svéprávný, a dokonce si lze zletilého i osvojit. Je-li třeba, používá se v právních textech termín „nezletilé dítě“.)
Rodičovské odpovědnosti a s tím souvisejících povinností a práv se nelze vzdát. Je vázaná na osobu rodiče a nelze ji převést na jinou osobu.[zdroj⁠?!] Stejně tak dítě se nemůže vzdát práva na péči rodiče nebo na osobní styk s ním. To však neznamená, že pokud není dítě ochotno se s rodičem stýkat, bude k tomu násilím přinuceno. Dítě může momentálně nevykonávat své právo se s rodičem stýkat. Vzdát se tohoto práva by ale bylo definitivní právní jednání jednou provždy.
Péči o dítě a jeho ochranu, výkon jeho výchovy, popřípadě některých jejích stránek, nebo dohled nad dítětem mohou rodiče svěřit jiné osobě; dohoda rodičů s ní se nemusí dotknout trvání ani rozsahu rodičovské odpovědnosti (§ 881 českého občanského zákoníku 89/2012 Sb.). 
Trvání a rozsah rodičovské odpovědnosti může změnit pouze soud. Kdykoli soud rozhoduje o rozsahu, nebo způsobu výkonu rodičovské odpovědnosti, musí mít na paměti zájem dítěte.

## Právní úprava vztahů mezi rodiči a dětmi

### Úmluva o právech dítěte
Dle čl. 3 Úmluvy o právech dítěte má blaho dítěte přednost před povinnostmi a právy jeho rodičů – k těm je pouze přihlíženo. Zájem rodičů je tak druhotný a ustupuje zájmu dítěte.

### Listina základních práv a svobod
Listina v čl  3. 32 odst. 4 zakládá péči o děti a jejich výchovu jako právo rodičů; děti mají právo na rodičovskou výchovu a péči. Práva rodičů mohou být omezena a nezletilé děti mohou být od rodičů odloučeny proti jejich vůli jen rozhodnutím soudu na základě zákona.

### Porovnání s právní úpravou účinnou do konce roku 2013
Rodičovská odpovědnost dle nového občanského zákoníku obsahuje ve srovnání s rodičovskou zodpovědností dle zákona o rodině více oblastí, které spadají do kategorie společné pro rozhodování obou rodičů (např. v oblasti stanovení bydliště nezletilého a výběru jeho vzdělání). Rozšíření oblastí rodičovské odpovědnosti koresponduje s právní úpravou v jiných zemích zejména anglosaského typu, kde je rozlišováno mezi právní a fyzickou péčí, přičemž do sféry právní péče náleží např. i rozhodování o bydlišti nezletilého.

## Rozsah rodičovské odpovědnosti
Rozsah rodičovské odpovědnosti mají oba rodiče stejný. Rodiče jsou z hlediska obsahu rodičovské odpovědnosti v rovnoprávném postavení bez ohledu na to, jakým způsobem jejich rodičovství vzniklo. Není podstatné, zda jsou rodiče manželé, nebo žijí jako nesezdaný pár, či zda došlo k určení otcovství souhlasným prohlášením nebo osvojením.

## Zásahy do rodičovské odpovědnosti
Rodičovskou odpovědnost je ze zákona možné pozastavit, omezit či může být rodič soudem rodičovské odpovědnosti zbaven.

### Pozastavení
Ze zákona má výkon rodičovské odpovědnosti pozastaven nezletilý rodič, který dříve přiznáním svéprávnosti nebo uzavřením manželství nenabyl plné svéprávnosti a to až do doby, než plné svéprávnosti nabude.

### Omezení
O omezení rodičovské odpovědnosti rozhodne soud zpravidla v případě, když rodič svým chováním dítě zanedbává, dává přednost vlastním zájmům před zájmy dítěte a ohrožuje mravní výchovu dítěte.

### Zbavení
V nejkrajnějším případě může být rodič soudem rodičovské odpovědnosti zbaven. Jde rovněž o opatření sankčního charakteru, které představuje závažnou újmu na straně rodiče. Jde o případy, kdy výkon rodičovské odpovědnosti je ze strany rodiče zanedbáván závažným způsobem. Zanedbávání rodičovské odpovědnosti musí dosáhnout takové intenzity, že zbavení rodiče rodičovské odpovědnosti je jediným prostředkem k ochraně nezletilého dítěte.